# 京剧猫之信念的冒险
《京剧猫之信念的冒险》 （英語：Jing-Ju Cats 2）是由中国大陆北京市璀璨星空文化传播有限公司根据图书《京剧猫长坂坡》所改编而来的一部面向4-12岁的观众中国动画片，于2017年7月10日播出，属于动画系列《京剧猫》之一，其故事讲述的是京剧猫的后裔星罗班在猫土上的十二宗派中的念宗历险的剧情。目前已播映完成。

## 故事
暫時擊敗黯的星羅班眾人來到了一處荒蕪殘舊的地域，但這裡危機四伏。突然一位守衛者出現，他竟是一隻被魔化的京劇貓，眾貓與之進行一番激鬥後，助其淨化了混沌，恢復正常的守衛者為星羅班指引了進入此地城池的路。眾貓繼續向前，接下來的道路更加險峻。星羅班又相繼遭遇了多位被魔化的京劇貓，但通過眾人的努力和信念，皆化險為夷。最後，城池內的魔化京劇貓都得到解救，星羅班也為繼續拯救貓土的信念而踏上了征程。

## 角色介绍

### 主要角色
| 角色           | 大陆配音 | 备注                                                             |
| 白糖           | 杨鸥     | 热爱生活，不轻言放弃                                             |
| 武崧           | 李正翔   | 头脑冷静、身手敏捷、武艺高强、自傲俊酷、独来独往、并具有领袖风范 |
| 大飞           | 孟详龙   | 粗犷、霸气、细心、沉稳踏实、憨厚亲切并心思细腻                   |
| 小青           | 王晓彤   | 知识丰富、任性傲娇、思维缜密并善良可爱                           |
| 明月           | 陈弈雯   | 高冷、细心、御姐范，具有多重韵力的神秘流浪者                     |
| 唐明           | 刘北辰   | 认真冷静、严厉且和蔼                                             |
| 豆腐(齐鲁大哥) | 刘以嘉   | 直率真诚                                                         |
| 汤圆(福广兄弟) | 刘垚     | 直率真诚                                                         |
| 叽里咕噜       | 符冲     | 神出鬼没                                                         |
| 小黑(黯)       | 张向彤   | 冷酷并孤独                                                       |
| 长乐(傀儡师)   | 苏鑫     | 别名为傀儡师、处心积虑并贪玩                                     |
| 猫娃娃         | 杨鸥     |                                                                  |

### 其它角色
| 角色       | 大陆配音     | 备注                                               |
| 天王星     | 张琦         | 乐观自信                                           |
| 海王星     | 王晓彤       |                                                    |
| 花婶       | 张琦         |                                                    |
| 对子猫     | 孙晔、张安琪 | 神出鬼没（前者为男性配音人员、后者为女性配音人员） |
| 叫头       | 安琪         | 和蔼                                               |
| 七白       | 徐慧         | 哭声不断                                           |
| 狮虎女     | 骆研倩       | 忠贞不二                                           |
| 散白       | 赵路         | 帅气且儒雅                                         |
| 武崧的爷爷 | 苏錱         |                                                    |
| 刑天       | 苏鑫         | 忠厚老实、呆头呆脑                                 |
| 烛龙       | 刘垚         | 自大臭美                                           |
| 句芒       | 张琦         | 处心积虑                                           |

### 十二宗派
- 以下角色为《京剧猫之信念的冒险》所包含十二宗派，关于《京剧猫》十二宗派的其余角色，请参阅条目2015年动画片《京剧猫》。

| 宗派 | 宗主 | 来源 | 大陆配音 | 备注 |
| 念宗 | 长乐 | 心脏 | 苏鑫     | 念宗的韵为念之韵，是掌管情绪以及情感的韵，念宗是一个神秘的宗派，据说弟子可以通过特殊的手段，控制他人的情绪，甚至行为 |
| 判宗 | 无情 |      | 孙晔     | 執行貓土律法的宗派，判定善惡，並予以懲處                                                                             |

## 原声带

### 片头曲

#### 《京剧猫》
- 作词：何其玲
- 作曲：阿鲲
- 演唱：胡莎莎、曹洋、周品
- 编曲：〔阿鲲音乐工作室〕刘小博
- 录音：〔C.Voice Studio〕曹洋
- 混音：〔北京乐家轩〕王鹏

## 相关作品

### 电影
- 京剧猫 霸王折 ，但目前剧组经费不足，现已经流水，可能在未来会重制 [10]

### 节目
- 圆明园奇妙夜
- 奔跑吧！白糖[11]

### 书籍
- 《京剧猫连环画》[12]
- 《京剧猫日常》

### 游戏
- 京剧猫，现已关服[13][14]

## 制作团队
- 角色设计：刘乐、彭擎政、张嘉杰、孙天鸽、苏啸尘
- 原作：熊亮（“京剧猫”概念创始人）
- 编剧：〔羊圈剧本工坊 京剧猫编剧组〕郝静伟、马欢乐、黄晶、冯千里、谢沁宏、张佳垒  〔北京璀璨星空文化发展有限公司〕谢筱禹
- 制片助理：刘铮、闫辰
- 原画：张嘉杰、满世琪、苏啸尘、孙天鸽、刘乐、李云龙、乔志刚、张胧膑、刘一帆、金美延
- 封面设计：刘乐
- 封面绘制：刘乐、葛苏瑶
- 片尾水墨：刘乐
- 动画协力：〔北京柠檬阳光文化发展有限公司〕宋光国
- 动画检查：张嘉杰
- 场景制作总监：马超
- 场景设计：马超、陈亚南、张磊、付翔宇、潘东尧、马富宽、刘想、杨颖、仲冬梅、季建东、张学富
- 场景制作协力：〔长治市龙德文化传媒有限公司〕窦晶、龙澎
- 道具设计：闵艳楠
- 3D场景协力：陈业南、李少阳、张磊、刘想
- 后期制作总监：贾如卿
- 合成组长：赵宏
- 后期制作：贾如卿、赵宏、阮池阳、郑颖超、郑权、徐欢、李瑶、蒋中民、李振
- 后期制作协力：〔吉林小妖鲸动画设计有限公司〕张涛、周强、刘亚东、王思童、王熙斌、李崇恒、宋明、张倩
- 字幕：蒋中民
- 字幕校对：王博雍、刘铮、闫辰、陈晓悦、韩心迪
- 配音导演：武向彤
- 对白收音&音效&混音：〔意妍堂〕
- 音乐总监：阿鲲
- 音乐编辑：刘宗允
- 音乐制作：〔阿鲲音乐工作室〕阿鲲、刘小博、黄铂、胡波涛
- 运营统筹：殷鉴
- 发行统筹：李新娣
- 频道支持：梁丹、常心慈、王硕宇、王泽波、杨茜、陈悦非
- 运营支持：张仝、吕颖慧、侯佳洁、张洁、王玙璠、朱竟硕、王静、叶娇、白玲娟、李雅鹏、王广华、王争、宋滢、于鹏慧、侯雪雷、王慧
- OTT支持：金月芳（沫蓝）、过蕾（过兰）、刘亚迪（采艾）、孙诗颖（琅月）
- 宣传支持：顾爽、陈嵘峰、张晨、吴冰玉、黄勇、晨晓、孟艳丽、程书东、南瑞、徐姝丹、王琼蓉、马丽、王梦瑶、刘亚娟、李东阳、毛蓉、宋晓曦、雷梦然、胡晶晶
- 推广支持：周盛、张国伟、赵艳青、于国瑞、苏晓洁、刘福仲、李要明、杨兴儒、孙银丰、朱丹、朱孟艳、柴慧、杨坚丽、高洁、刘畅、杨硕、狄润雪、雷梦然、胡晶晶、刘苗、车志刚、冯鹏远
- 法律顾问：朱玉子、贾青青
- 联合出品：北京璀璨星空文化发展有限公司、北京电视台

※仅摘录部分剧集

## 相关事件

### 剧情外泄
一名百度贴吧网友称其通过自家的电视机上已提前观看《京剧猫之信念的冒险》的剩余集数，并在其平台上发布有关该动画片的后续剧情消息。目前该片的制作商表示剧情泄露的原因是因芒果TV的工作人员操作错误所致，目前已经修正错误。与此同时，制作商要求该网友停止发布有关于该动画片的后续剧情的信息。

### 与美国Splash娱乐公司合作
- 动画片《京剧猫》于2017年10月16日在法国戛纳参加戛纳电视节期间，璀璨星空文化公司与美国Splash公司针对动画片《京剧猫》签署战略合作的协议，会对动画片《京剧猫》进行美国本地化和海外宣传发行等工作。[16][17][18]

## 播出时间
以下播出时间仅供参考,如有变更,请以实际播出时间为准。

### 电视台
| 频道                       | 播出时间 | 备注            |
| 北京电视台卡酷少儿频道     | 18:30    | 周一至周五      |
| 辽宁青少频道               | 20:00    | 8月15日开始播出 |
| 大连少儿频道               | 17:30    | 7月21开始播放   |
| 河北少儿频道               | 17:50    | 8月24日开始播放 |
| 海南少儿频道               | 16:30    |                 |
| 内蒙古少儿频道             | 18:05    | 周二至周六      |
| 江西少儿频道               | 18:45    | 周一至周六      |
| 甘肃少儿频道               | 20:00    | 8月6日开始播放  |
| 广东嘉佳卡通               | 19:00    |                 |
| 武汉少儿频道               |          | 8月7日开始播放  |
| 湖南广播电视台金鹰卡通频道 | 17:30    | 周日至周五      |

### 海外频道
| 频道        | 播出时间            | 备注       |
| 新传媒8频道 |                     |            |
| Astro小太阳 | 10:30、17:00、21:00 | 周一至周五 |
| Astro AEC   | 20:30               | 周六至周日 |

### 网络频道
| 频道     | 更新时间 | 备注                               |
| 优酷     | 18:30    | 仅提供剧集并在周一至周五更新       |
| 腾讯视频 | 18:30    | 仅提供剧集并在周一至周五更新       |
| 芒果TV   | 18:30    | 提供剧集与预告片并在周一至周五更新 |
| Bilibili |          | 一次性提供全部剧集                 |

## 播出状况
2017年7月13日，《京剧猫之信念的冒险》在中国大陆电视动画片中居第一名，收视率为1.69%。目前已超越动画片《熊出没》的收视率。

## 剧集列表
以下剧集列表仅供参考,如有变更,请以实际剧集列表为准。
| 集数 | 中文標題             | 角色 | 区域     | 编剧                   | 首播日期   |
| ---- | -------------------- | --- | -------- | ---------------------- | ---------- |
| 01   | 危险！迷之荒野       | 白糖、小青、武崧、大飞、散白                                                                                             | 念宗外围 | 郝静伟、马欢乐         | 2017-07-10 |
| 02   | 危险！荒野的来客     | 白糖、小青、武崧、大飞、散白、明月、天王星、海王星                                                                       | 念宗外围 | 郝静伟、马欢乐         | 2017-07-10 |
| 03   | 隐匿！未知的前路     | 白糖、小青、武崧、武菘的爷爷、唐明、大飞、散白、明月、天王星                                                             | 念宗外围 | 郝静伟、马欢乐         | 2017-07-11 |
| 04   | 追寻！宗门法宝之谜   | 白糖、小青、武菘、大飞、散白、明月、天王星                                                                               | 念宗外围 | 郝静伟、马欢乐         | 2017-07-11 |
| 05   | 结伴！星罗班与流浪者 | 白糖、小青、武菘、大飞、散白、明月、天王星 、海王星                                                                      | 念宗外围 | 郝静伟、马欢乐         | 2017-07-12 |
| 06   | 街道！消失的新年     | 白糖、小青、武菘、大飞、明月、天王星、豆腐、汤圆                                                                         | 念宗外围 | 郝静伟、马欢乐         | 2017-07-12 |
| 07   | 压迫！毁灭的灯笼     | 白糖、小青、武菘、大飞、明月、天王星                                                                                     | 念宗外围 | 郝静伟、马欢乐         | 2017-07-13 |
| 08   | 四散！对子的陷阱     | 白糖、小青、武菘、大飞、明月、天王星、对子猫                                                                             | 念宗外围 | 郝静伟、马欢乐         | 2017-07-13 |
| 09   | 猜疑！失败的前兆     | 白糖、小青、武菘、大飞、明月、天王星、海王星、对子猫                                                                     | 念宗外围 | 郝静伟、马欢乐         | 2017-07-14 |
| 10   | 关键！祭礼的顺序     | 白糖、小青、武菘、大飞、明月、天王星、对子猫                                                                             | 念宗外围 | 郝静伟、马欢乐         | 2017-07-14 |
| 11   | 平衡！信念的天平     | 白糖、小青、武菘、大飞、明月、天王星、对子猫                                                                             | 念宗外围 | 谢筱禹                 | 2017-07-17 |
| 12   | 同伴！明月的疑惑     | 白糖、小青、武菘、大飞、明月、天王星、海王星、对子猫、叫头                                                               | 念宗外围 | 谢筱禹                 | 2017-07-17 |
| 13   | 封存！一念宫的守护者 | 白糖、小青、武菘、大飞、明月、天王星、对子猫、叫头                                                                       | 念宗外围 | 谢筱禹                 | 2017-07-18 |
| 14   | 沦陷！潜藏的真相     | 白糖、小青、武菘、大飞、明月、天王星、对子猫、长乐(傀儡师)                                                               | 念宗外围 | 谢筱禹                 | 2017-07-18 |
| 15   | 背叛！不可原谅的朋友 | 白糖、小青、武菘、大飞、明月、天王星、对子猫、长乐(傀儡师)                                                               | 念宗外围 | 谢筱禹                 | 2017-07-19 |
| 16   | 魔发！没有弱点的敌人 | 白糖、小青、武菘、大飞、明月、天王星、对子猫、长乐(傀儡师)、提线猫                                                       | 念宗外围 | 郝静伟、马欢乐         | 2017-07-19 |
| 17   | 舍身！短暂的友情     | 白糖、小青、武菘、大飞、明月、天王星                                                                                     | 念宗外围 | 郝静伟、马欢乐         | 2017-07-20 |
| 18   | 追逐！争夺念心匣     | 白糖、小青、武菘、大飞、唐明、明月、刑天                                                                                 | 念宗外围 | 郝静伟、马欢乐         | 2017-07-20 |
| 19   | 傀儡！终点的奖励     | 白糖、小青、武菘、大飞、唐明、明月                                                                                       | 念宗外围 | 郝静伟、马欢乐         | 2017-07-21 |
| 20   | 正途！强大的意念     | 白糖、小青、武菘、大飞、唐明、明月                                                                                       | 念宗外围 | 郝静伟、马欢乐         | 2017-07-21 |
| 21   | 涌动！不安的前路     | 白糖、小青、武菘、大飞、唐明、明月、海王星、长乐（傀儡师）、狮虎女、刑天、烛龙、句芒                                     | 念宗外围 | 郝静伟                 | 2017-07-24 |
| 22   | 密谋！废墟的怪影     | 白糖、小青、武菘、大飞、唐明、狮虎女、刑天、烛龙、句芒                                                                   | 念宗外围 | 谢筱禹                 | 2017-07-24 |
| 23   | 对阵！烛龙与句芒     | 白糖、小青、武菘、大飞、唐明、狮虎女、刑天、烛龙、句芒                                                                   | 念宗外围 | 谢筱禹                 | 2017-07-25 |
| 24   | 扰乱！法器的奥秘     | 白糖、小青、武菘、大飞、唐明、狮虎女、刑天、烛龙、句芒                                                                   | 念宗外围 | 谢筱禹                 | 2017-07-25 |
| 25   | 全力！乾坤镇妖塔     | 白糖、小青、武菘、大飞、唐明、狮虎女、刑天、烛龙、句芒                                                                   | 念宗外围 | 谢筱禹                 | 2017-07-26 |
| 26   | 消逝！师傅的心愿     | 白糖、小青、武菘、大飞、唐明、金婆婆、荣光、豆腐、汤圆、明月、海王星、狮虎女、刑天、烛龙、句芒                           | 念宗外围 | 郝静伟、马欢乐         | 2017-07-26 |
| 27   | 消逝！师傅的心愿     | 白糖、小青、武菘、大飞、明月、狮虎女、刑天                                                                               | 念宗外围 | 马欢乐                 | 2017-07-27 |
| 28   | 点亮！希望与懊悔     | 白糖、小青、武菘、大飞、唐明、明月、海王星、狮虎女、刑天、烛龙、句芒                                                     | 念宗外围 | 郝静伟                 | 2017-07-27 |
| 29   | 痛楚！武崧的意志     | 白糖、小青、武菘、大飞、唐明、明月、狮虎女                                                                               | 念宗外围 | 谢筱禹                 | 2017-07-28 |
| 30   | 迸发！失控的烈炎     | 白糖、小青、武菘、大飞、唐明、明月、狮虎女                                                                               | 念宗外围 | 谢筱禹                 | 2017-07-28 |
| 31   | 傀儡！消灭星罗班     | 白糖、小青、武菘、大飞、明月、海王星、长乐（傀儡师）、提线猫、手偶猫、狮虎女                                             | 念宗     | 谢筱禹                 | 2017-07-31 |
| 32   | 停止！无法抹去的证明 | 白糖、小青、武菘、大飞、明月、天王星、海王星、长乐（傀儡师）、猫娃娃、狮虎女                                             | 念宗     | 谢筱禹                 | 2017-07-31 |
| 33   | 唤醒！短暂的重聚     | 白糖、小青、武菘、大飞、叫头、明月、天王星、海王星、长乐（傀儡师）、猫娃娃、狮虎女                                       | 念宗     | 谢筱禹                 | 2017-08-01 |
| 34   | 漂泊！黑暗中的悟心莲 | 白糖、小青、武菘、大飞、七白、明月、长乐（傀儡师）                                                                       | 念宗     | 谢筱禹                 | 2017-08-01 |
| 35   | 激活！悟心莲的试炼   | 白糖、小青、武菘、大飞、明月、七白                                                                                       | 念宗     | 谢筱禹                 | 2017-08-02 |
| 36   | 静默！无声的困惑     | 白糖、小青、武菘、大飞、明月、七白                                                                                       | 念宗     | 谢筱禹                 | 2017-08-02 |
| 37   | 飞剑！言语的伤害     | 白糖、小青、武菘、大飞、明月、七白                                                                                       | 念宗     | 谢筱禹                 | 2017-08-03 |
| 38   | 认同！彼此的心       | 白糖、小青、武菘、大飞、唐明、金婆婆、明月、七白                                                                         | 念宗     | 谢筱禹                 | 2017-08-03 |
| 39   | 谜题！悟心莲的惘念   | 白糖、小青、武菘、大飞、唐明、金婆婆、明月、海王星、七白、狮虎女                                                         | 念宗     | 谢筱禹                 | 2017-08-04 |
| 40   | 炽热！唯一的答案     | 白糖、小青、武菘、大飞、唐明、金婆婆、明月、七白                                                                         | 念宗     | 谢筱禹                 | 2017-08-04 |
| 41   | 诡异！危险的表演     | 白糖、小青、武菘、大飞、明月、长乐（傀儡师）、狮虎女                                                                     | 念宗     | 郝静伟、马欢乐         | 2017-08-07 |
| 42   | 消失！囚心的牢笼     | 白糖、小青、武菘、大飞、明月、猫娃娃                                                                                     | 念宗     | 郝静伟、冯千里         | 2017-08-07 |
| 43   | 遗忘！欢乐的杂耍村   | 白糖、小青、武菘、大飞、明月、花婶                                                                                       | 杂耍村   | 郝静伟、马欢乐         | 2017-08-08 |
| 44   | 重拾！无言的告别     | 白糖、小青、武菘、大飞、明月、花婶                                                                                       | 杂耍村   | 郝静伟、冯千里         | 2017-08-08 |
| 45   | 忠诚！师虎女的真容   | 白糖、小青、武菘、大飞、明月、长乐（傀儡师）、狮虎女、猫娃娃                                                             | 念宗     | 郝静伟、马欢乐、冯千里 | 2017-08-09 |
| 46   | 日蚀！抵达祭祀岛     | 白糖、小青、武菘、大飞、明月、长乐（傀儡师）                                                                             | 念宗     | 郝静伟、马欢乐         | 2017-08-09 |
| 47   | 斩破！明月的实力     | 白糖、小青、武菘、大飞、明月、长乐（傀儡师）                                                                             | 念宗     | 郝静伟、马欢乐         | 2017-08-10 |
| 48   | 痛苦！邪恶的念头     | 白糖、小青、武菘、大飞、明月、小黑（黯）长乐（傀儡师）、狮虎女、猫娃娃、花婶                                             | 念宗     | 郝静伟、马欢乐         | 2017-08-10 |
| 49   | 支配！恶意的领域     | 白糖、小青、武菘、大飞、明月、长乐（傀儡师）、狮虎女、猫娃娃                                                             | 念宗     | 郝静伟、黄晶           | 2017-08-11 |
| 50   | 拒绝！善意的归还     | 白糖、小青、武菘、大飞、明月、叫头、长乐（傀儡师）、狮虎女、猫娃娃                                                       | 念宗     | 郝静伟、马欢乐         | 2017-08-11 |
| 51   | 觉悟！毁灭的光芒     | 白糖、小青、武菘、大飞、明月、长乐（傀儡师）、狮虎女、猫娃娃                                                             | 念宗     | 郝静伟、马欢乐         | 2017-08-14 |
| 52   | 真相！终点与起点     | 白糖、小青、武菘、大飞、叽里咕噜、明月、海王星、散白、七白、对子猫，叫头、长乐（傀儡师）、猫娃娃、无情、刑天、句芒、烛龙 | 念宗     | 郝静伟、马欢乐、黄晶   | 2017-08-14 |

## 续集
2017年7月21日，该动画片的制作商在微信中发布消息并表示《京剧猫》的第三季正在制作中。
2018年4月，該動畫片的製作商在參加中國國際動漫節時表示《京劇貓之乘風破浪》將在今年暑假期間上映。

## 展会
以下展会时间仅供参考,如有变更,请以官方时间为准.
| 年份 | 月份 | 展会                | 展位 | 区域     | 备注                 |
| ---- | ---- | ------------------- | ---- | -------- | -------------------- |
| 2017 | 7    | 上海 Licensing Expo |      | 中国大陆 | [ 24 ] [ 25 ] [ 26 ] |
| 2017 | 7    | ChinaJoy            |      | 中国大陆 | [ 27 ]               |
| 2017 |      | MIPCOM              |      | 中国大陆 | [ 28 ]               |